# 1066
| Calendário gregoriano                                                        | 1066 MLXVI                                           |
| Ab urbe condita                                                              | 1819                                                 |
| Calendário arménio                                                           | 515 – 516                                            |
| Calendário bahá'í                                                            | -778 – -777                                          |
| Calendário budista                                                           | 1610                                                 |
| Calendário chinês                                                            | 3762 – 3763 Início a 29 de janeiro (aproximadamente) |
| Calendário copta                                                             | 782 – 783                                            |
| Calendário etíope                                                            | 1058 – 1059                                          |
| Calendários hindus - Vikram Samvat - Calendário nacional indiano - Cáli Iuga | 1121 – 1122 987 – 988 4166 – 4167                    |
| Calendário Holoceno                                                          | 11066                                                |
| Calendário islâmico                                                          | 458 – 459                                            |
| Calendário judaico                                                           | 4826 – 4827                                          |
| Calendário persa                                                             | 444 – 445                                            |
| Calendário rúnico                                                            | 1316                                                 |
| Calendário solar tailandês                                                   | 1609                                                 |

1066 (MLXVI na numeração romana) foi um ano comum do século XI do Calendário Juliano, da Era de Cristo, a sua letra dominical foi A (52 semanas), teve início a um domingo e terminou também a um domingo.
No território que viria a ser o reino de Portugal estava em vigor a Era de César que já contava 1104 anos.
| Ano completo                    |
| ------------------------------- |
| Ano comum com início ao domingo |

## Eventos
- 6 de Janeiro - Haroldo II Godwinson é coroado rei de Inglaterra.
- Haroldo III da Noruega invade a Inglaterra com a ajuda de Tostigo, irmão de Haroldo II.
- 25 de Setembro - Batalha de Stamford Bridge: O exército de Haroldo Godwinson derrota os invasores noruegueses.
- 28 de Setembro - Guilherme, Duque da Normandia invade Inglaterra com 7000 homens dando início à Conquista Normanda; Haroldo II inicia a marcha forçada para Sul a fim de enfrentar a ameaça.
- 14 de Outubro - Batalha de Hastings: Guilherme da Normandia derrota o exército de Haroldo II de Inglaterra, que morre na batalha. Início da dinastia normanda na Inglaterra.
- 25 de Dezembro - Guilherme da Normandia é coroado rei de Inglaterra na Abadia de Westminster.
- O Cometa Halley é observado nos céus de Inglaterra durante todo o ano e encontra-se representado na Tapeçaria de Bayeux.
- A cidade de Hedeby é destruída pelo exército eslavo.

## Nascimentos
- Henrique de Borgonha, Conde de Portugal.

## Mortes
- 5 de Janeiro - Eduardo o Confessor, rei de Inglaterra .
- 25 de Setembro - Haroldo III da Noruega e Tostigo na Batalha de Stamford Bridge.
- 14 de Outubro - Haroldo II de Inglaterra na batalha de Hastings.